# Broke
Broke è il secondo album in studio del gruppo musicale statunitense Hed P.E., pubblicato il 22 agosto 2000 dalla Jive Records.
Nel 2023 la rivista Loudwire l'ha inserito nella sua lista dei 50 migliori album nu metal di sempre, in quarantottesima posizione.

## Descrizione
In contrasto al primo album del gruppo, nel quale vennero unite sonorità punk rock e hip hop, Broke incorpora anche nuove influenze musicali provenienti dal rock classico e dalla world music e presenta collaborazioni con alcuni artisti provenienti dalla scena heavy metal, quali East Bay Ray (chitarrista dei Dead Kennedys), nel brano Waiting to Die, e Serj Tankian (voce dei System of a Down) e Morgan Lander delle Kittie che hanno partecipato al brano Feel Good.

## Tracce
1. Killing Time – 3:55
2. Waiting to Die (feat. East Bay Ray) – 3:15
3. Feel Good (feat. Serj Tankian and Morgan Lander) – 4:15
4. Bartender – 4:01
5. Crazy Legs – 4:04
6. Pac Bell – 4:54
7. I Got You – 3:44
8. Boom (How You Like That) – 3:56
9. Swan Dive – 3:35
10. Stevie – 3:32
11. Jesus (of Nazareth) – 5:35
12. The Meadow (Special Like You) – 9:31

## Formazione
- Jahred aka M.C.U.D. aka Paulo Sergio - voce
- Wesstyle - chitarra
- Chad aka Chizad - chitarra
- Mawk - basso
- B.C. aka B.C. The Mizak Diza - batteria
- DJ Product © 1969 - giradischi